# Sarcophage de Laris Pulenas
Le sarcophage de Laris Pulenas, également connu sous le nom de « Le Magistrat », date du IIe ou IIIe siècle av. J.-C. Il a été découvert à Tarquinia en Italie et est conservé au musée archéologique national de Tarquinia. Il représente une figure allongée en position semisdraiata, Laris Pulenas, devant la sculpture en pierre d'une longue bande de tissu (volumen), à moitié déroulée, comportant une des plus longues inscriptions d'environ 60 mots en étrusque (Corpus Inscriptionum Etruscarum, no 5430).

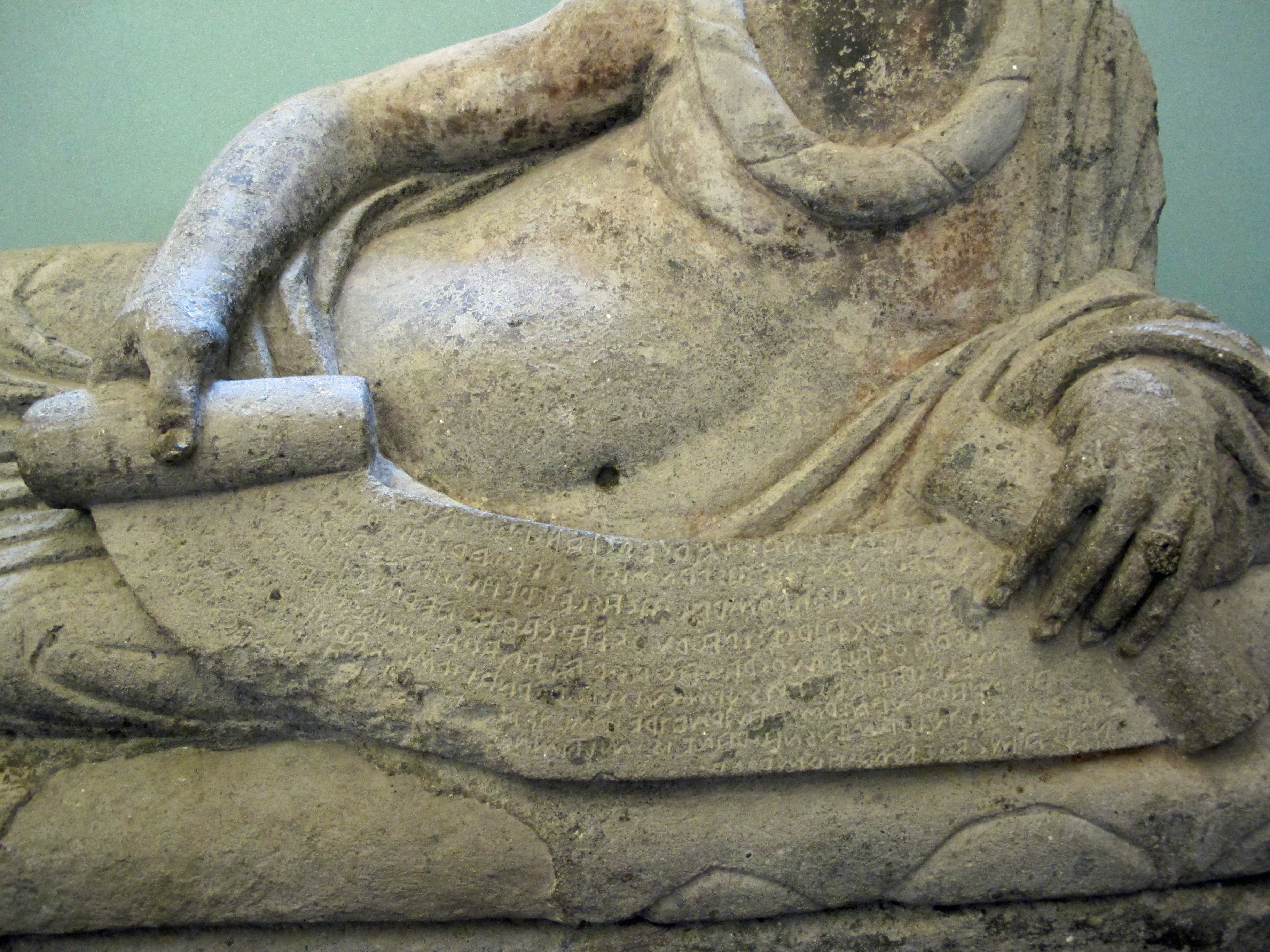
Détail du sarcophage.

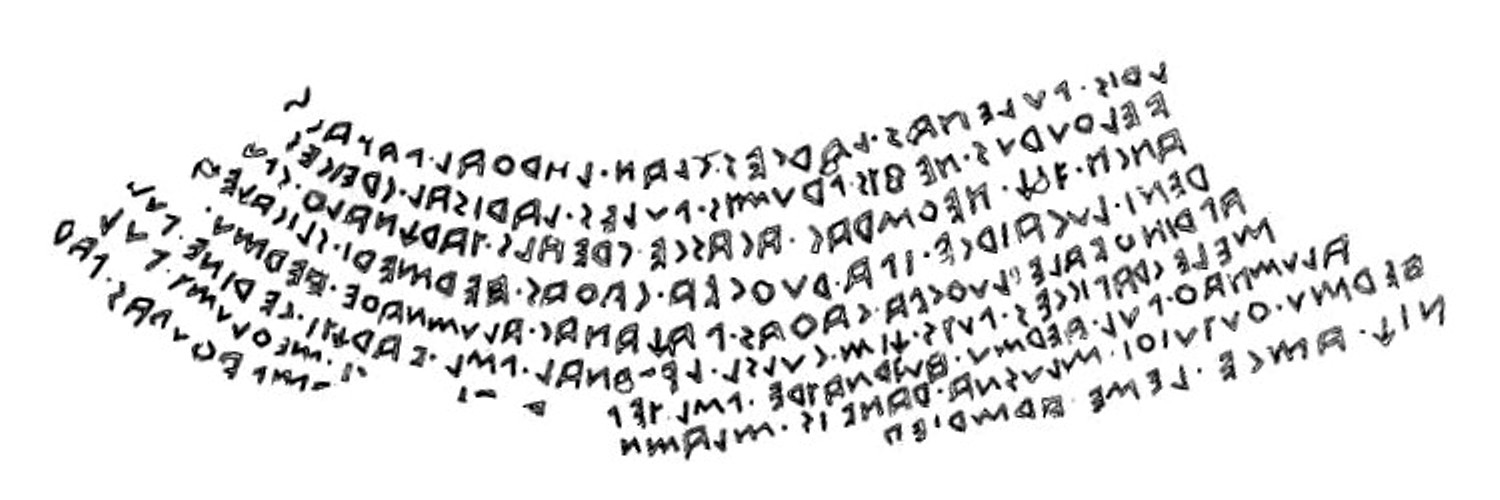
Inscription gravée.

Le texte débute avec le nom du défunt, ainsi que celui de son père (Larce), de son grand-père (Larth), de son oncle (Velthuru) et de son arrière-grand-père (Pule Laris Creice « le Grec » - peut-être Pollus, un voyant grec ayant vécu vers 400 av. J.-C. installé à Cerveteri, l'Étrusque Cisra). Le reste du texte énumère les réalisations du défunt au cours de sa vie, notamment qu'il aurait écrit un texte sur la divination (zich nethshrac acas-ce),. Il aurait servi comme prêtre de Catha et de Pacha (Bacchus étrusque, alors  en voie de fusion avec Fufluns, Dionysos étrusque). De plus, il semble avoir gouverné (laucar-ce) la ville de Tarquinia (Tarχnalθ spurem) en tant que créal, une haute fonction publique.
Text de Albert Grünwedel
1. Lris . Pulenas . Larces . clan . Larthal . papacs
2. Velthurus . nefts . prumpts . Pules . Larisal . Creices
3. anen . zich . nethshrac . acasce . creals . Tarχnalθ . spu
4. rem . lucaircẹ . ipa . ruθcva . Caθas . hermeri . slicaχ eṃ
5. aprinθvale . luθcva . Caθas . Paχanac . alumnaθe . hermu
6. mele . Crapisces . puts . χim . Culsl . Lẹp̣rnal . pσl . varχti . cẹrine . pul
7. alumnaθ . pul . hermu . huzrnatre . pσl . tenịṇ[e -5-] ci.